# 15 janvier en sport
15 décembre 15 février
Chronologies thématiques
- Croisades
- Ferroviaires
- Disney

Le 15 janvier (15e jour de l'année) en sport.

## Événements

### XIXesiècle
- 1870
  - (Cyclisme) : fondation à Florence du premier club italien de cyclisme : le Veloce Club Fiorentino du président Gustave Langlade[1].
- 1892
  - (Basket-ball) : publication des treize règles originales du basket-ball dans le bulletin « Le Triangle » pour la YMCA de Springfield, Illinois

### XXesièclede1901à1950
- 1908
  - (Football) : création de l'AS Bari.
- 1917
  - (Football) : création de la Coupe de France par le « Comité français interfédéral » (CFI), ancêtre de la FFF, sous l'impulsion de son secrétaire général Henri Delaunay.
- 1919
  - (Club sportif) : création de l'Espérance sportive de Tunis.

### XXesièclede1951à2000
- 1978
  - (Formule 1) : Grand Prix automobile d'Argentine.
- 2000 :
  - (Patinage artistique) : le couple français Marina Anissina et Gwendal Peizerat remporte la médaille d'or de l'épreuve de danse du Grand Prix de Lyon.
  - (Tennis) : la Française Amélie Mauresmo remporte le tournoi de tennis de Sydney en battant l'Américaine Lindsay Davenport en deux sets 7-6 (7-2), 6-4.

### XXIesiècle
- 2015 :
  - (Handball /Mondial masculin) : début de la 24e édition du Championnat du monde de handball masculin qui se déroule au Qatar jusqu'au 1er février 2015.
  - (Snowboard /Mondiaux) : début des Championnats du monde de snowboard qui se déroulent à Kreischberg (Autriche) jusqu'au 24 janvier 2015.
- 2016 :
  - (Handball / Euro masculin) : début de la 12e édition du championnat d'Europe masculin qui se déroulera en Pologne et dont la finale aura lieu le 31 janvier 2016.
- 2021 :
  - (Compétition automobile /Rallye-raid) : fin de la 43e édition du Rallye Dakar qui se déroule en Arabie saoudite. Victoire de l'Argentin Kevin Benavídes, en moto, de son compatriote Manuel Andújar, en quad, des Français Stéphane Peterhansel et Édouard Boulanger en auto, des Chiliens Francisco López Contardo et Juan Pablo Latrach Vinagre en SSV, des Russes Dmitry Sotnikov, Ruslan Akhmadeev et Ilgiz Akhmetzianov en camion. Cette édition 2021 est endeuillée. Le motard amateur français, Pierre Cherpin, est décédé. Âgé de 52 ans, il était en cours de rapatriement depuis l'Arabie Saoudite après avoir subi une grosse chute à l'occasion de la 7e étape[2].

## Naissances

### XIXesiècle
- 1841 :
  - Frederick Stanley, homme politique canadien. Initiateur de la Coupe Stanley. († 14 juin 1908).
- 1869 :
  - Robert Huntington, joueur de tennis américain. († 12 mars 1949).
- 1875 :
  - Thomas Burke, athlète de sprint américain. Champion olympique du 100 et 400 m aux Jeux d'Athènes 1896. († 14 février 1929).
- 1883 :
  - Lucien Pothier, cycliste sur route français. († 29 avril 1957).
- 1885 :
  - Miles Burke, boxeur américain. Médaillé d'argent des -47,6 kg aux Jeux de saint-Louis 1904. († 25 décembre 1928).
- 1886 :
  - Jenő Károly, footballeur puis entraîneur hongrois. (25 sélection en équipe de Hongrie). († 28 juillet 1926).
- 1891 :
  - Ray Chapman, joueur de baseball américain. († 17 août 1920).
- 1892 :
  - Hobey Baker, hockeyeur sur glace et joueur de foot U.S. américain. († 21 décembre 1918).
- 1893 :
  - Urho Peltonen, athlète de lancers finlandais. Médaillé de bronze du javelot à deux mains aux Jeux de Stockholm 1912 puis médaillé d'argent du javelot aux Jeux d'Anvers 1920. († 4 mai 1950).
- 1898 :
  - Erik Byléhn, athlète de sprint et de demi-fond suédois. Médaillé d'argent du relais 4 × 400 m aux Jeux de Paris 1924 puis médaillé d'argent du 800 m aux Jeux d'Amsterdam 1928. († 14 novembre 1986).

### XXesièclede1901à1950
- 1907 :
  - Janusz Kusociński, athlète de demi-fond et de fond polonais. Champion olympique du 10 000m aux Jeux de Los Angeles 1932. Détenteur du Record du monde du 3 000 mètres du 19 juin 1932 au 24 juillet 1934. († 21 juin 1940).
- 1913 :
  - Pol Konsler, tireur français. († 21 septembre 2007).
- 1916 :
  - Robert Young, athlète de sprint américain. Médaillé d'argent du relais 4 × 400 m aux Jeux de olympiques Berlin 1936. († 3 février 2011).
  - Gertrude Pritzi, pongiste autrichienne. Championne du monde de tennis de table simple dames 1937 et 1938. († 21 octobre 1968).
- 1924 :
  - Marcel Domingo, footballeur puis entraîneur français. (1 sélection en équipe de France). († 10 décembre 2010).
- 1932 :
  - Louis Jones, athlète de sprint américain. Champion olympique du relais 4 × 400 m aux Jeux de Melbourne 1956. († 3 février 2006).
  - Georges Maranda, joueur de baseball canadien. († 14 juillet 2000).
  - Dean Smith, athlète de sprint puis acteur et cascadeur américain. Champion olympique du relais 4×100m aux Jeux Helsinki 1952. († 24 juin 2023).
- 1935 :
  - Nam Sang-wan, tireur sportif sud-coréen.
  - Vagn Schmidt, kayakiste danois.
  - Koosje van Voorn, nageuse néerlandaise. Médaillée d'argent du relais 4 × 100 m nage libre aux Jeux d'Helsinki 1952. († 5 août 2018).
- 1943 :
  - Mike Marshall, joueur de baseball américain. († 1er juin 2021).
- 1944 :
  - Trudy Groenman, joueuse de tennis néerlandaise.
- 1949 :
  - Ian Stewart, athlète de fond britannique. Médaillé de bronze du 5 000 m aux Jeux de Munich 1972. Champion du monde de cross-country en individuel 1975. Champion d'Europe d'athlétisme du 5 000 m 1969.
- 1950 :
  - Marius Trésor, footballeur français. (65 sélections en équipe de France).

### XXesièclede1951à2000
- 1953 :
  - David Kennedy, pilote de course automobile d'endurance irlandais.
  - Ricky Sobers, basketteur américain.
  - Randy White, joueur de foot U.S. américain.
- 1956 :
  - Marc Trestman, entraîneur de foot canadien américain.
- 1961 :
  - Serhiy Morozov, footballeur soviétique puis ukrainien.
  - Jerry Page, boxeur américain. Champion olympique des -63,5kg aux Jeux de Los Angeles 1984.
- 1965 :
  - Maurizio Fondriest, cycliste sur route italien. Champion du monde de cyclisme sur route 1988. Vainqueur du Tour de Grande-Bretagne 1994, du Tour de Pologne 1994, de Milan-San Remo 1993 et de la Flèche wallonne 1993.
  - Bernard Hopkins, boxeur américain. Champion du monde poids moyens de boxe de 1995 à 2005 puis des poids mi-lourds de boxe de 2011 à 2012 et de 2013 à 2014.
- 1968 :
  - Pascal Bidégorry, navigateur français. Vainqueur de la Solitaire du Figaro 2000 et des Transat Jacques-Vabre 2005 et 2015.
  - Andrea Holíková, joueuse de tennis tchécoslovaque. Vainqueur de la Fed Cup en 1985.
- 1969 :
  - Delino DeShields, joueur de baseball américain.
  - Vita Pavlysh, athlète ukrainienne. Championne d'Europe du lancer de poids en 1994 et 1998, vice-championne du monde en 1997 et médaillée de bronze de la même discipline aux mondiaux de 2001 et de 2003.
- 1972 :
  - Yang Yong-eun, golfeur sud-coréen. Vainqueur de l'US PGA 2009.
- 1975 :
  - Mary Pierce, joueuse de tennis française. Victorieuse de l'Open d'Australie 1995, de Roland Garros 2000 puis des Fed Cup 1997 et 2003.
- 1973 :
  - Essam el-Hadari, footballeur égyptien. Champion d'Afrique de football 1998, 2006, 2008 et 2010. Vainqueur des Ligue des champions de la CAF 2001, 2005 et 2006. (160 sélections en équipe d'Égypte).
- 1976 :
  - Iryna Lishchynska, athlète de demi-fond ukrainienne. Médaillée d'argent sur 1 500 m aux Jeux olympiques de Pékin 2008.
- 1978 :
  - Franco Pellizotti, cycliste sur route italien.
- 1979 :
  - Drew Brees, joueur de foot U.S. américain.
  - François Gelez, joueur de rugby à XV puis entraîneur français. Vainqueur du Grand Chelem en 2002. (8 sélections en équipe de France).
- 1980 :
  - Tommy Adams, basketteur américain.
  - Matt Holliday, joueur de baseball américain.
  - Liu Wei, basketteur chinois. (90 sélections en équipe de Chine).
- 1981 :
  - Marcin Matkowski, joueur de tennis polonais.
  - Christopher Pratt, navigateur français.
- 1982 :
  - Benjamin Agosto, patineur artistique de danse sur glace américain. Médaillé d'argent aux Jeux de olympiques Turin 2006.
- 1983 :
  - Emmanuel Chedal, sauteur à ski français.
- 1985 :
  - Gregory Lessort, basketteur français.
  - Enrico Patrizio, joueur de rugby à XV italien. (4 sélections en équipe d'Italie).
- 1986 :
  - Arnold Jeannesson, cycliste sur route et cyclocrossman français.
- 1987 :
  - Gaku Arao, basketteur japonais.
  - Anđela Bulatović, handballeuse monténégrine. Médaillée d'argent aux Jeux de Londres 2012. Championne d'Europe féminin de handball 2012. (122 sélections en équipe du Monténégro).
- 1988 :
  - Darwin Atapuma, cycliste sur route colombien.
  - Aija Putniņa, basketteuse lettone. (57 sélections en équipe de Lettonie).
  - Donald Sloan, basketteur américain. (5 sélections en équipe des États-Unis).
- 1989 :
  - Armelle Attingré, handballeuse française. (16 sélections en équipe de France).
  - Lluís Mas, cycliste sur route espagnol.
  - Alekseï Tcherepanov, hockeyeur sur glace russe. († 13 octobre 2008).
- 1990 :
  - Konstantínos Sloúkas, basketteur grec. Vainqueur des Euroligues 2012, 2013 et 2017. (14 sélections en équipe de Grèce).
- 1991 :
  - Marc Bartra, footballeur espagnol. Vainqueur des Ligue des champions 2011 et 2015. (13 sélections en équipe d'Espagne).
  - Seaun Eddy, basketteur japonais.
  - Sander Gillé, joueur de tennis belge.
  - Loïc Nego, footballeur hongro-français. (35 sélections avec l'équipe de Hongrie).
  - Karl Vitulin, footballeur français.
- 1992 :
  - John Bostock, footballeur trinidadien-anglais.
  - Kastriot Dermaku, footballeur albanais. (11 sélections en équipe d'Albanie).
  - Marcin Kamiński, footballeur polonais. (7 sélections en équipe de Pologne).
  - Mathis Keïta, basketteur français.
- 1993 :
  - Kadeem Allen, basketteur américain.
  - Daler Kouziaïev, footballeur russe. (47 sélections en équipe de Russie).
- 1994 :
  - Erick Pulgar, footballeur chilien. (48 sélections en équipe du Chili).
  - Eric Dier, footballeur anglo-portugais. (49 sélections avec l'équipe d'Angleterre).
  - George King, basketteur américain.
  - Thạch Kim Tuấn, haltérophile vietnamien. Champion du monde d'haltérophilie des -56 kg 2017.
- 1995 :
  - V. J. Beachem, basketteur américain.
  - Jan Micka, nageur tchèque.
  - Swan Rebbadj, joueur de rugby à XV franco-algérien. (4 sélections en équipe de France).
- 1996 :
  - Jelena Erić, cycliste sur route serbe.
- 1998 :
  - Niklas Dorsch, footballeur allemand.
- 2000 :
  - Maximiliano Guerrero, footballeur chilien.

### XXIesiècle
- 2001 :
  - Mathias Ross, footballeur danois.
- 2002 :
  - Jannes Van Hecke, footballeur belge.
- 2003 :
  - Mariusz Fornalczyk, footballeur polonais.
  - Gizo Mamageishvili, footballeur géorgien.
  - Otar Mamageishvili, footballeur géorgien.
- 2004 :
  - Syver Aas, footballeur norvégien.
  - Luigi Cherubini, footballeur italien.
- 2006 :
  - Max Moerstedt, footballeur allemand.
  - Caleb Yirenkyi, footballeur ghanéen.

## Décès

### XXesièclede1901à1950
- 1937 :
  - Josef Steinbach, 57 ans, haltérophile autrichien. (° 21 mars 1879).

### XXesièclede1951à2000
- 1963 :
  - Marco Torrès, 74 ans, gymnaste français. Médaillé d'argent du concours général individuel et de bronze par équipes aux Jeux d'Anvers 1920. Champion du monde de gymnastique artistique du concours général individuel, par équipes et des anneaux puis médaillé d'argent des barres parallèles 1909, Médaillé d'argent du concours général par équipes et de la barre fixe aux Mondiaux de gymnastique artistique 1911, champion du monde de gymnastique artistique du concours général individuel, de la barre fixe et des anneaux puis médaillé d'argent du concours général par équipes et du cheval d'arçon 1913, Médaillé de bronze du concours général par équipes aux Mondiaux de gymnastique artistique 1922. (. 22 janvier 1888).
- 1968 :
  - Bill Masterton, 29 ans, hockeyeur sur glace canado-américain. (° 16 août 1938).
- 1978 :
  - Émile Rummelhardt, 64 ans, footballeur puis entraineur français. (° 12 janvier 1914).
- 1981 :
  - Graham Whitehead, 58 ans, pilote de courses automobile britannique. (° 15 avril 1922).
- 1998 :
  - Duncan McNaughton, 87 ans, athlète de saut en hauteur canadien. Champion olympique de la hauteur aux Jeux de Los Angeles 1932. (° 7 décembre 1910).
  - Ahmed Oudjani, 60 ans, footballeur algérien. (5 sélections en équipe d'Algérie). (° 19 mars 1937).
  - Boris Tatushin, 64 ans, footballeur soviétique puis russe. Champion olympique aux Jeux de Melbourne 1956. (25 sélections avec l'équipe d'Union soviétique). (° 31 mars 1933).
- 2000 :
  - Yves Mariot, 51 ans, footballeur français. (1 sélection en équipe de France). (° 5 juillet 1948).

### XXIesiècle
- 2011 :
  - Nat Lofthouse, 85 ans, footballeur anglais. (33 sélections en équipe d'Angleterre). (° 27 août 1925).
- 2013 :
  - Éric Béchu, 53 ans, joueur de rugby à XV puis entraîneur français. (° 9 janvier 1960).
  - Chucho Castillo, 68 ans, boxeur mexicain. Champion du monde des poids coqs entre 1970 et 1971. (° 17 juin 1944).
  - John Thomas, 71 ans, athlète américain spécialiste du saut en hauteur. Médaillé de bronze aux Jeux de 1960 puis d'argent aux Jeux olympiques de 1964 à Tokyo. Détenteur du record du monde de la discipline entre le 30 avril 1960 et le 18 juin 1961. (° 3 mars 1941).
- 2014 :
  - Guennadi Matveïev, 76 ans, footballeur puis entraîneur soviétique puis russe. (6 sélections en équipe nationale). (° 22 août 1937).
- 2015 :
  - Karel Lichtnégl, 78 ans, footballeur tchécoslovaque. Médaillé d'argent du tournoi olympique des Jeux d'été de Tokyo en 1964. (3 sélections en équipe nationale). (° 30 août 1936).
- 2016 :
  - Robin Fletcher, 93 ans, joueur de hockey sur gazon britannique. Médaillé de bronze lors du tournoi des Jeux olympiques d'été de 1952. (° 30 mai 1922).
- 2017 :
  - Jan Szczepański, 77 ans, boxeur polonais. Champion olympique des poids légers aux Jeux d'été de Munich 1972. (° 20 novembre 1939).
- 2018 :
  - Carl Emil Christiansen, 80 ans, footballeur puis entraîneur danois. (2 sélections en équipe nationale). (° 31 décembre 1937).
  - Pier Luigi Corbari, 72 ans, directeur sportif de Formule 1 italien. (° 9 janvier 1946).
  - Bogusław Cygan, 53 ans, footballeur polonais. (° 3 novembre 1964).
  - Karl-Heinz Kunde, 80 ans, coureur cycliste allemand. (° 6 janvier 1938).
  - Roderick Rijnders, 76 ans, rameur en aviron néerlandais. Médaillé d'argent du deux avec barreur aux Jeux olympiques de Mexico en 1968. (° 1er mars 1941).
- 2019 :
  - Luis Grajeda, 81 ans, joueur de basket-ball mexicain. (° 21 juin 1937).
  - Jerónimo Neto, 51 ans, entraîneur de handball angolais. (° 3 novembre 1967).
  - José Souto, 59 ans, footballeur puis entraîneur français. (2 sélections en équipe nationale). (° 20 février 1959).
- 2020 :
  - Bobby Brown, 96 ans footballeur puis entraîneur écossais. Sélectionneur de l'équipe d'Écosse entre 1967 et 1971. (6 sélections en équipe nationale). (° 19 mars 1923).
  - Michael Wheeler, 84 ans, athlète de sprint britannique. Médaillé de bronze du 400 mètres lors des Jeux olympiques de Melbourne en 1956. (° 14 février 1935).
- 2021 :
  - Vicente Cantatore, 85 ans, footballeur puis entraîneur argentino-chilien. (° 6 octobre 1935).